# مایکل باند
مایکل باند (انگلیسی: Michael Bond؛ زادهٔ ۱۳ ژانویهٔ ۱۹۲۶- ۲۷ ژوئن ۲۰۱۷) نویسنده بریتانیایی بود. وی به خاطر خلق شخصیت خرس پدینگتون و باغچه سبزیجات شهرت داشت. آثار او از محبوب‌ترین و پرفروش‌ترین‌های بازار کتاب کودکان بود.

## زندگی‌نامه
مایکل باند در سن ۱۴ سالگی مدرسه را رها کرد با وجودی که پدر و مادرش آرزو داشتند او به دانشگاه برود. در دوره جنگ جهانی دوم، یک سال در دفتر یک مشاور قضایی و بعد هم مدتی در بی‌بی‌سی به عنوان دستیار فنی کار کرد. بعد هم برای مدتی داوطلبانه به ارتش بریتانیا پیوست هرچند چون پرواز با هواپیماهای نظامی حالش را بد می‌کرد، نتوانست آن‌طور که می‌خواست خدمه پرواز شود.
او نخستین کتابش «خرسی به نام پدینگتون» را سال ۱۹۵۸ چاپ کرد. این شخصیت که خیلی زود محبوب شد، یک خرس قهوه‌ای عاشق مرباست که از «عمیق‌ترین و تاریک‌ترین نقاط پرو» برای زندگی به لندن سفر کرده‌است.
«خرس پدینگتون» موضوع یک مجموعه کتاب، یک مجموعه انیمیشن تلویزیونی و یک فیلم سینمایی موفق در سال ۲۰۱۴ شد. مجموعه کتاب‌های خرس پدینگتون هم به فارسی دست‌کم یک بار در ایران در نشر ماهی و با ترجمه بهمن دارالشفایی منتشر شده‌است.
مایکل باند علاوه بر خرس پدینگتون، شخصیت‌های دیگری هم برای کودکان خلق کرد؛ از جمله مجموعه انیمیشنی «باغچه سبزیجات»، «موشی به نام پنج‌شنبه»، و یک کارآگاه فرانسوی به نام موسیو گریپ‌فروت. مجموعه کارتونی «باغچه سبزیجات» قبل از انقلاب در تلویزیون ایران دوبله و پخش شد. نمایش این مجموعه در سال‌های بعد از انقلاب ایران هم ادامه پیدا کرد.
این خالق آثار محبوب کودکان سال‌ها بعد با مجموعه‌های تلویزیونی پدینگتون و «باغچه سبزیجات» به بی‌بی‌سی بازگشت.
باند در سال ۲۰۱۵ برنده رتبه امپراتوری بریتانیا شد.
مایکل باند روز سه‌شنبه ۲۷ ژوئن ۲۰۱۷ و در پی یک کسالت کوتاه‌مدت، در سن ۹۱سالگی در خانه‌اش درگذشت.